# Lípa u kostela svatého Václava v Úterý
Lípa u kostela svatého Václava je památný strom ve městě Úterý v okrese Plzeň-sever. Lípa malolistá (Tilia cordata) roste na návrší v parku u hřbitovního kostela svatého Václava. Je jedním ze stromů, vysázených po obvodu kostela,které jsou příkladem citlivého dotváření sakrálních staveb doprovodnou zelení. 
Strom je přibližně 240 let starý. Dosahuje výšky 36 m, obvod kmene měří 520 cm (měřeno v roce 2009). Zdravotní stav lípy je dobrý, v roce 2001 bylo provedeno odlehčení koruny, o tři roky později se uskutečnil zdravotní a bezpečnostní řez a zároveň došlo k instalaci pružné vazby.
Ochramu památného stromu navrhlo město Úterý. Na základě tohoto návrhu je lípa chráněná od roku 2001 jako esteticky zajímavý strom, významný svým vzrůstem, a zároveň také jako součást nejbližšího okolí kulturní památky, tj. sousedního filiálního kostela sv. Václava.

## Naučná stezka

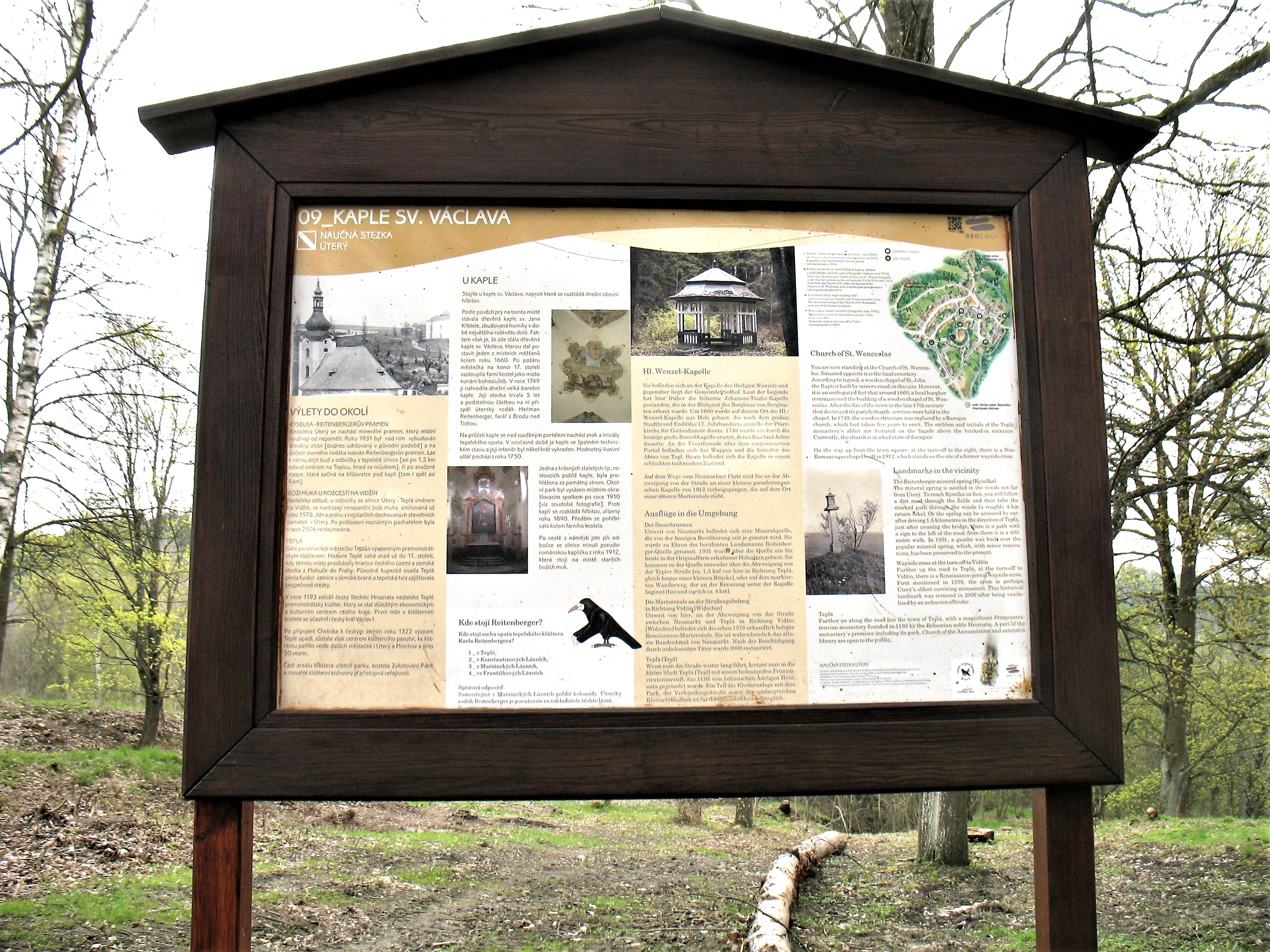
Zastavení naučné stezky

U lípy je zastavení č. 9 Naučné stezky Úterý, zřízené v roce 2006, která tvoří 1,5 km dlouhý okruh městem. Informační tabule je věnována historii kaple (kostela) sv. Václava a památné lípy, osobnosti tepelského opata Karla Reitenbergera i zajímavostem v nejblližším okolí města Úterý.

## Památné stromy v okolí
- Hraniční smrk